# Чистяков, Александр Романович
Алекса́ндр Рома́нович Чистяко́в (27 октября 1905, Куса, Златоустовский уезд, Уфимская губерния, Российская империя — 2 января 1984, Йошкар-Ола, Марийская АССР, РСФСР, СССР) — советский деятель науки, учёный-лесовод, педагог, кандидат сельскохозяйственных наук, доцент. Заведующий кафедрой лесоводства (1949—1966), ректор Университета культуры (1947—1956), заместитель директора по научной работе (1950—1955), декан лесохозяйственного факультета Поволжского лесотехнического института (1948—1955). Заслуженный лесовод РСФСР (1976). Заслуженный деятель науки Марийской АССР (1951). Участник Великой Отечественной войны.

## Биография
Родился 27 октября 1905 года в посёлке Кусинского завода (ныне — город Куса Челябинской области) в семье рабочего. 
В 1921 году поступил в Месягутовский сельскохозяйственный техникум, а после его расформирования в 1923 году перевёлся в Златоустовский педагогический техникум, который окончил в 1926 году. В течение года работал учителем в школе крестьянской молодёжи в селе Кундрыва Миасского района Челябинской области.
В 1930 году окончил Казанский лесотехнический институт. В этот период лекции здесь читали профессора Л. И. Яшнов, А. А. Юницкий, А. П. Тольский. В 1930 году после окончания института по рекомендации комсомольской организации был оставлен при кафедре лесоводства, а его научным руководителем стал профессор Л. И. Яшнов.
В апреле 1933 года переведён на должность старшего научного сотрудника в Поволжскую лесную опытную станцию в г. Куйбышеве.
В 1939—1942 годах по приглашению профессора М. В. Колпикова — доцент кафедры лесоводства Поволжского лесотехнического института в г. Йошкар-Оле.
В 1942 году призван в РККА. Участник Великой Отечественной войны: топограф-вычислитель 330 артиллерийского полка, рядовой. В 1943 году отозван из армии и вернулся к преподавательской деятельности. 
По возвращении в г. Йошкар-Олу в 1943—1949 годах — доцент, кандидат сельскохозяйственных наук, в 1949—1966 годах — заведующий кафедрой лесоводства, в 1947—1956 годах — ректор Университета культуры, в 1950—1955 годах — заместитель директора по научной работе, в 1948—1955 годах — декан лесохозяйственного факультета Поволжского лесотехнического института. 
Скончался 2 января 1984 года в г. Йошкар-Оле. Похоронен на Туруновском кладбище г. Йошкар-Олы. 

## Научно-преподавательская деятельность
В 1943 году защитил кандидатскую диссертацию по теме «Анализ условий естественного лесовозобновления в сосняках МАССР», присуждена учёная степень кандидата сельскохозяйственных наук. 
Летом 1931 года по заданию Чувашского управления лесного хозяйства выявлял причины усыхания дубрав в Марпосадском лесхозе, а летом 1932 года работал в экспедиции Татлесхоза по геоботаническому обследованию правобережья р. Волги в целях проведения агролесомелиоративных мероприятий. 
С началом Великой Отечественной войны участвовал в строительстве оборонительных сооружений на Волге и работал по оборонному заказу с отечественным каучуконосом — бересклетом бородавчатым. 
В годы ректорства в Университете культуры Поволжского лесотехнического института принимал участие в спектаклях театра института.
Им разрабатывались многие актуальные темы по договорам с Министерством лесного хозяйства РСФСР, Всесоюзным научно-исследовательским институтом лесного хозяйства и механизации, Министерством лесного хозяйства и лесхозами Марийской АССР. Основные направления исследований — совершенствование способов рубок главного пользования, химический способ ухода в смешанных молодняках, лесохозяйственные мероприятия в лесопарковых насаждениях и рекреационных лесах, озеленение населенных пунктов.
Составлением инструкций по использованию насаждений зоны затопления для укрепления береговой зоны Куйбышевского водохранилища занималась кафедра лесоводства и дендрологии под руководством А. Р. Чистякова. В экспедицию входили В. Н. Смирнов, М. Д. Данилов, А. К. Денисов, Г. К. Незабудкин. По результатам исследовательских работ опубликованы в печати 87 статей и монографий. Ряд предложений по рубкам главного пользования, сохранению хвойного подроста на вырубках созданию защитных насаждений были включены в действующие инструкции и наставления.
Его ученики занимались актуальными проблемами лесного хозяйства в Среднем Поволжье. В научном мире признаны успехи его учеников — доктора сельскохозяйственных наук, профессора К. К. Калинина и кандидата сельскохозяйственных наук, доцента Е. И. Успенского.
За заслуги в области лесной науки и подготовки инженерных кадров в 1951 году ему присвоено звание «Заслуженный деятель науки Марийской АССР», а в 1976 году — почётное звание «Заслуженный лесовод РСФСР». Награждён несколькими медалями и трижды — Почётной грамотой Президиума Верховного Совета Марийской АССР.

## Основные научные труды
Далее представлен список основных научных трудов А. Р. Чистякова:  
- Чистяков А. Р. Генезис сосновых насаждений Раифской дачи Раифского учебно-опытного лесничества: (Из кабинета общего лесоводства) / Чистяков А. Р. Выдв. при каф. обл. л-ва. — Казань: Б. и., 1931 (Татполиграф). — 21 с.: ил.
- Чистяков А. Р., Печникова С. Усыхание дуба в Тойсинской лесной даче Марпосадского леспромхоза Чувашской республики. — [Чебоксары]: Б. и., 1934. — С. 7—57.
- Зудин Н. А., Кудрявцев К. А., Чистяков А. Р. Памятка по озеленению населённых пунктов Марийской АССР / Поволж. лесотехн. ин-т им. М. Горького. Гор. отд-ние О-ва содействия охране природы и озеленению населенных пунктов. — Йошкар-Ола: Маркнигоиздат, 1957. — 27 с.: ил.
- Чистяков А. Р., Денисов А. К. Лесорастительные условия и типы леса учебного лесхоза Поволжского лесотехнического института / М-во высш. образования СССР. Поволж. лесотехн. ин-т им. М. Горького. — Йошкар-Ола: Б. и., 1958. — 35 с.
- Чистяков А. Р., Денисов А. К. Типы лесов Марийской АССР (и сопредельных районов). — Йошкар-Ола: Маркнигоиздат, 1959. — 75 с.
- Алимбек Б. М., Малочка Т. И., Денисов А. К., Чистяков А. Р. Сборник вопросов и упражнений по лесоводству: (Учеб. пособие для студентов лесохоз. специальности) / М-во высш. и сред. спец. образования РСФСР. Поволж. лесотехн. ин-т им. М. Горького. — [2-е изд., доп. и испр.]. — Йошкар-Ола: [Маркнигоиздат], 1960. - 118 с.: ил.
- Чистяков А. Р., Алимбек Б. М., Зудин Н. А. Озеленение населённых пунктов. — Йошкар-Ола: Маркнигоиздат, 1963. — 55 с.: ил.
- Чистяков А. Р. Основы лесного хозяйства: Учеб. пособие: (Для студентов нелесохоз. специальностей) / М-во высш. и сред. спец. образования РСФСР. Всесоюз. заоч. лесотехн. ин-т. — Ленинград: Б. и., 1964. — 158 с.: ил.
- Чистяков А. Р., Незабудкин Г. К., Малочка Т. И. Восстановление леса на вырубках. — Йошкар-Ола: Маркнигоиздат, 1964. — 115 с.: ил.
- Чистяков А. Р. Повышение продуктивности лесов: Учеб. пособие. — Горький: ГГУ, 1979. — 39 с.: ил.

## Звания и награды
- Заслуженный лесовод РСФСР (19 августа 1976)[1][2]
- Заслуженный деятель науки Марийской АССР (1951)[1][2] — за заслуги в области лесной науки и подготовки инженерных кадров[4]
- Медаль «За доблестный труд в Великой Отечественной войне 1941—1945 гг.»[4]
- Медаль «За трудовую доблесть»[4]
- Медаль «За доблестный труд. В ознаменование 100-летия со дня рождения Владимира Ильича Ленина» (1970)[4]
- Медаль «Двадцать лет Победы в Великой Отечественной войне 1941—1945 гг.» (1965)
- Медаль «Тридцать лет Победы в Великой Отечественной войне 1941—1945 гг.» (1975)
- Почётная грамота Президиума Верховного Совета Марийской АССР (1943, 1955, 1965)[1][2]
- Почётная грамота Марийского обкома КПСС и Совета Министров Марийской АССР (1972)

## Память
Отдельные фотодокументальные материалы из личного архива А. Р. Чистякова хранятся в Национальном музее Республики Марий Эл имени Т. Евсеева.